# 叉手禮

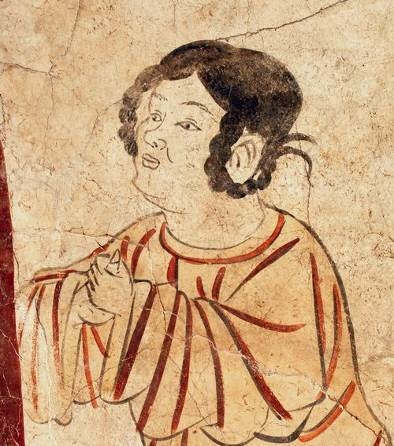
唐代趙逸公墓壁畫上正在行的叉手禮的侍者

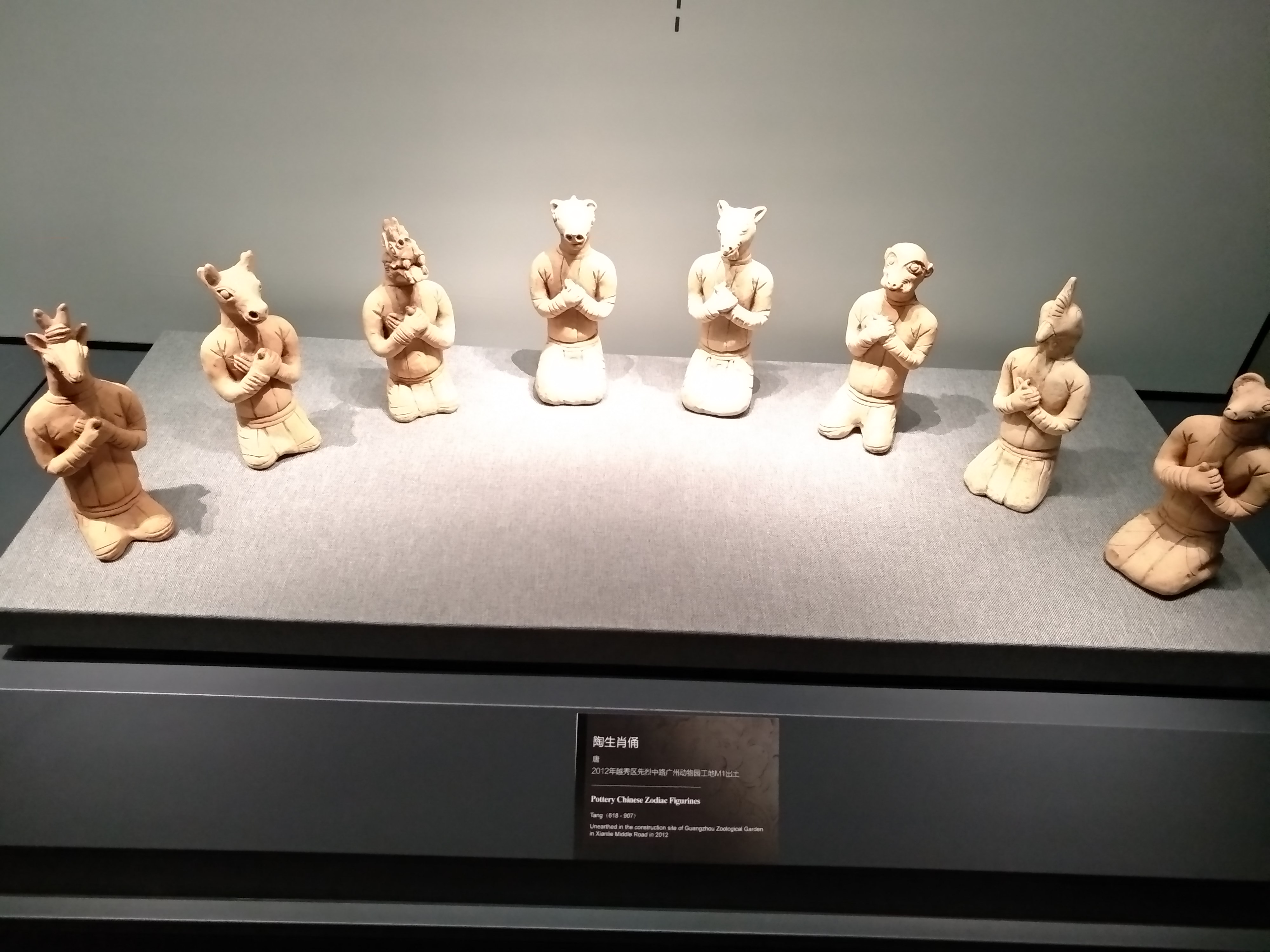
广州动物园唐墓陶生肖俑，均做叉手礼状，藏南汉二陵博物馆

叉手禮，又稱交手禮，是中國傳統的一種敬禮方式，是地位低者向地位高者行的一种表示尊敬的礼，男女老幼都可行使。叉手禮演變自西域波斯的單手附胸禮，本是佛教的一種敬禮方式，多在站立时使用，除用作見面禮，回话时也常會使用。
叉手禮始見於西晉，流行於唐、宋、遼、金、元諸朝。根據《佛學大辭典》，叉手禮即拱手，但又說「竺土之法，叉手之禮，合掌交叉中指者，單曰叉手，亦曰合掌叉手」。不同時期的叉手禮略有變化。

## 歷史
叉手禮是從波斯的單手附胸禮轉變而成，因漢人以雙手為敬，就變成雙手相交的叉手禮。一般認為叉手禮唐代才於社會上流行，柳宗元有詩云：「入郡腰恒折，逢人手尽叉。」，反映叉手禮是當時常見的見面禮。安阳唐代赵逸公墓中壁画上绘一名侍者行叉手禮，當時的叉手禮是是两手交于胸前，左手握住右手，右手拇指上翘（男女皆同）。
五代時叉手禮略有變化，與唐式叉手禮不同之處在於右手、左手的拇指都上翘。《韩熙载夜宴图》中有几位行叉手禮示敬的男子就是這種形式，宋墓壁画上也見到的同样的行禮方式。
到了南宋，叉手礼的姿势再有细微的变化。據南宋人陈元靓在《事林广记》中的描述，當時是两手交握于胸前，左手握住右手拇指，左手拇指向上，小指向右手腕，右手四指伸直。如以右手掩胸，收禮時不可以太接近胸部，要有二至三寸距離。
叉手禮亦通行於遼金等北方諸朝。